# Led Zeppelin (box set)
Boxed Set, vydán 7. září 1990 je box set anglické rockové skupiny Led Zeppelin. Album obsahuje výběr nejznámějších, digitálně remasterovaných písní této skupiny na celkem 4 CD.

## Seznam skladeb

### Disk 1
1. "Whole Lotta Love" (poprvé vydáno na albu Led Zeppelin II) - 5:31
2. "Heartbreaker" (poprvé vydáno na albu Led Zeppelin II) - 4:14
3. "Communication Breakdown" (poprvé vydáno na albu Led Zeppelin) - 2:27
4. "Babe I'm Gonna Leave You" (poprvé vydáno na albu Led Zeppelin) - 6:41
5. "What Is and What Should Never Be" (poprvé vydáno na albu Led Zeppelin II) - 4:40
6. "Thank You" (poprvé vydáno na albu Led Zeppelin II) - 4:45
7. "I Can't Quit You Baby" (Live verze poprvé vydána na albu Coda) - 4:16
8. "Dazed and Confused" (poprvé vydáno na albu Led Zeppelin) - 6:26
9. "Your Time Is Gonna Come" (poprvé vydáno na albu Led Zeppelin) - 4:13
10. "Ramble On" (poprvé vydáno na albu Led Zeppelin II) - 4:20
11. "Traveling Riverside Blues" (Dosud nevydaná živá BBC nahrávka) - 5:09
12. "Friends" (poprvé vydáno na albu Led Zeppelin III) - 3:55
13. "Celebration Day" (poprvé vydáno na albu Led Zeppelin III) - 2:28
14. "Hey Hey What Can I Do" (poprvé vydáno jako strana B singlu "Immigrant Song") - 3:55
15. "White Summer/Black Mountain Side" (Dosud nevydaná živá BBC nahrávka) - 8:00

### Disk 2
1. "Black Dog" (poprvé vydáno na albu Led Zeppelin IV) - 4:51
2. "Over the Hills and Far Away" (poprvé vydáno na albu Houses of the Holy) - 4:46
3. "Immigrant Song" (poprvé vydáno na albu Led Zeppelin III) - 2:23
4. "The Battle of Evermore" (poprvé vydáno na albu The Fourth Album) - 5:47
5. "Bron-Y-Aur Stomp" (poprvé vydáno na albu Led Zeppelin III) - 4:16
6. "Tangerine" (poprvé vydáno na albu Led Zeppelin III) - 2:55
7. "Going to California" (poprvé vydáno na albu The Fourth Album) - 3:28
8. "Since I've Been Loving You" (poprvé vydáno na albu Led Zeppelin III) - 7:22
9. "D'yer Mak'er" (poprvé vydáno na albu Houses of the Holy) - 4:20
10. "Gallows Pole" (poprvé vydáno na albu Led Zeppelin III) - 4:54
11. "Custard Pie" (poprvé vydáno na albu Physical Graffiti) - 4:09
12. "Misty Mountain Hop" (poprvé vydáno na albu Led Zeppelin IV) - 4:36
13. "Rock and Roll" (poprvé vydáno na albu Led Zeppelin IV) - 3:39
14. "The Rain Song" (poprvé vydáno na albu Houses of the Holy) - 7:37
15. "Stairway to Heaven" (poprvé vydáno na albu Led Zeppelin IV) - 7:58

### Disk 3
1. "Kashmir" (poprvé vydáno na albu Physical Graffiti) - 8:33
2. "Trampled Under Foot" (poprvé vydáno na albu Physical Graffiti) - 5:35
3. "For Your Life" (poprvé vydáno na albu Presence) - 6:21
4. "No Quarter" (poprvé vydáno na albu Houses of the Holy) - 7:01
5. "Dancing Days" (poprvé vydáno na albu Houses of the Holy) - 3:43
6. "When the Levee Breaks" (poprvé vydáno na albu Led Zeppelin IV) - 7:07
7. "Achilles Last Stand" (poprvé vydáno na albu Presence) - 10:23
8. "The Song Remains the Same" (poprvé vydáno na albu Houses of the Holy) - 5:29
9. "Ten Years Gone" (poprvé vydáno na albu Physical Graffiti) - 6:32
10. "In My Time of Dying" (poprvé vydáno na albu Physical Graffiti) - 11:05

### Disk 4
1. "In the Evening" (poprvé vydáno na albu In Through the Out Door) - 6:49
2. "Candy Store Rock" (poprvé vydáno na albu Presence) - 4:07
3. "The Ocean" (poprvé vydáno na albu Houses of the Holy) - 4:30
4. "Ozone Baby" (poprvé vydáno na albu Coda) - 3:35
5. "Houses of the Holy" (poprvé vydáno na albu Physical Graffiti) - 4:01
6. "Wearing and Tearing" (poprvé vydáno na albu Coda) - 5:28
7. "Poor Tom" (poprvé vydáno na albu Coda) - 3:02
8. "Nobody's Fault But Mine" (poprvé vydáno na albu Presence) - 6:27
9. "Fool in the Rain" (poprvé vydáno na albu In Through the Out Door) - 6:12
10. "In the Light" (poprvé vydáno na albu Physical Graffiti) - 8:44
11. "The Wanton Song" (poprvé vydáno na albu Physical Graffiti) - 4:06
12. "Moby Dick"/"Bonzo's Montreux" (Dosud nevydáno v této formě) - 3:50
13. "I'm Gonna Crawl" (poprvé vydáno na albu In Through the Out Door) - 5:30
14. "All My Love" (poprvé vydáno na albu In Through the Out Door) - 5:53